# Formatie van Lillo
De Formatie van Lillo of Lillo Formatie (afkorting: Li) is een geologische formatie in het noorden van België. De formatie bestaat voornamelijk uit marien schelpenhoudend zand.

## Voorkomen
De Formatie van Lillo komt voor in de Kempen en rondom Antwerpen, meer specifiek in bijna het volledige havengebied. De formatie is dan ook genoemd naar het (grotendeels) door de haven opgeslokte polderdorp Lillo. 

## Kenmerken
De Lillo Formatie bestaat uit een fijn, grijsbruin, schelpenrijk zand met voornamelijk nabij de basis ook kleiige bijmenging. De schelpen komen verspreid voor, maar kunnen ook in schelpenbanken verzameld zijn. De meeste schelpen komen voor in het oudere, diepere deel van de formatie, karakteristieke geslachten zijn Neptunea, Cardium, Nucella en Corbula.
De Formatie van Lillo kan tot 25 meter dik zijn en verdikt naar het noorden toe. De sedimenten werden afgezet aan de zuidrand van de ondiepe Noordzee, tijdens het Plioceen (Zanclien tot Piacenzien).

## Stratigrafie
De Formatie van Lillo werd in 1850 voor het eerste beschreven door Dumont, die ze Scaldisiaan noemde - verwijzend naar de Schelde.  De typelocatie is te vinden bij het Kanaaldok in de Antwerpse haven.
De formatie wordt onderverdeeld in vijf leden die voornamelijk in het Antwerpse havengebied van elkaar kunnen onderscheiden worden:
- de Zanden van Zandvliet, grijsgroen, fijn, licht glauconiethoudend, vrijwel schelpenloos zand;
- de Zanden van Merksem, grijsgroen, middelmatig, licht glauconiet- en fossielenhoudend zand;
- de Zanden van Kruisschans, grijsgroen, middelmatig zand met kleilenzen;
- de Zanden van Oorderen, fijn, grijs, schelpenhoudend zand met meestal drie duidelijke schelpenbanken;
- de Zanden van Luchtbal, fijn, lichtgrijs, schelpenhoudend zand.

Meestal ligt de formatie boven op oudere Pliocene afzettingen van de Formatie van Kattendijk. Boven op de formatie kunnen de Quartaire afzettingen van de Formaties van Merksplas en Malle liggen. 
In het oosten vertandt de Formatie van Lillo met de Formatie van Mol, in de buurt van Kasterlee gaat de formatie over in de slechts lokaal voorkomende Formatie van Poederlee, die een gelijke ouderdom heeft. 
In Nederland correleert de Formatie van Lillo met het bovenste deel van de Formatie van Oosterhout.